# 毛泽东时代美术
毛泽东时代美术是对中国在1942年 - 1976年之间的美术作品的称呼。
毛泽东时代美术这一概念最初来自2005年4月30日广东美术馆推出的“毛泽东时代美术（一九四二——一九七六）文献展”。之后，在5月下旬，在陕西延安召开了以此为主题的学术讨论会。
研究者认为，从毛泽东在1942年发表《在延安文艺座谈会上的讲话》开始，建立了一个中国共产党指引的中国文艺的方向。这一时期的美术家，以共产主义的意识形态和讲话的艺术观念，创造了许多具有毛泽东时代形象的作品。具有独特的形式以及史学意义和学术研究价值。